# 蔡子舉
蔡子舉（1505年—1545年5月9日），字直夫，武功中衛（順天府通州）匠籍南直隸蘇州府太倉州人，明朝政治人物。

## 生平
蔡子舉是正德三年進士蔡芝之子，於嘉靖四年（1525年）中順天鄉試舉人，次年（1526年）聯捷進士，獲授刑部主事，調任工部，九年（1530年）以圜丘完工功勞陞署員外郎，次年（1531年）調陞為通政使司右參議，十五年（1536年）陞左參議，不久改為右通政，十六年（1537年）陞左通政。
嘉靖二十年（1541年），蔡子舉自左通政陞為南京太常寺卿，二十四年（1545年）再陞為通政使，但受命三天後就去世。他博通史書、熟讀法令、個性平和，得嚴厲的父親歡心，也友愛對待弟弟蔡子齊；他的曾祖留居順天，他獨自思念故鄉太倉，遇上來自太倉者總會訪求祖先墳墓，並計畫興建宅第迎接父親居住，但未成事他已去世。

## 引用
1. 1 2  民國《太倉州志·卷十八·人物二》：蔡子舉，字直夫，嘉靖五年進士，授刑部主事，累官南京太常寺卿，擢通政使，報至三日暴卒，年四十有一。子舉厯仕二十年，博通傳記、明習法令，性寬易，好稱人能。父芝以進士仕至按察副使，遇子舉嚴甚，子舉獨得其歡心，待弟子齊亦友愛；自曾祖留京師，遂籍順天，子舉獨思還太倉，故遇鄉人，尤篤尋求得先壟，將營宮室置田宅迎芝奉侍，不遂卒。
2. ↑  民國《太倉州志·卷十·選舉》：（嘉靖）四年乙酉科（舉人） 蔡子舉 北榜，見進士……五年丙戌科（進士） 蔡子舉 有傳
3. ↑  《明世宗肅皇帝實錄·卷一百十九》：（嘉靖九年十一月庚戌）詔賞圜丘効勞官匠人員，陞工部員外郎宋錦、周朝著為署郎中，主事孫昂、林瓊、孫雲、蔡子舉、蘇民、賈璘、江匯，司務吳道南、蘇民為署員外郎，俱添註管事，主事龔轅、王慎中、陳東各陞俸一級，各匠官匠役俱陞賞有差。
4. ↑  《明世宗肅皇帝實錄·卷一百二十二》：（嘉靖十年二月戊午）陞刑部署員外郎主事蔡子舉為通政使司右參議。
5. ↑  《明世宗肅皇帝實錄·卷一百八十四》：（嘉靖十五年二月）丙午陞通政使司右參議蔡子舉為本司左參政【議】，工部署員外郎唐國相為通政使司右參議。
6. ↑  《明世宗肅皇帝實錄·卷一百八十九》：（嘉靖十五年七月丁巳）陞通政使司左參議蔡子舉為右通政。
7. ↑  《明世宗肅皇帝實錄·卷二百二》：（嘉靖十六年七月）甲午陞通政使司右通政蔡子舉為左通政。
8. ↑  《明世宗肅皇帝實錄·卷二百五十四》：（嘉靖二十年十月甲子）陞通政使司左通政蔡子舉為南京太常寺卿。
9. ↑  《明世宗肅皇帝實錄·卷二百九十七》：（嘉靖二十四年三月）戊子陞南京禮部右侍郎徐問為南京戶部尚書，南京太常寺卿蔡子舉為通政使，河南按察使孫錦為右僉都御史、廵撫宣府，大理寺少卿蘇祐為右僉都御史、廵撫保定。